# Fred Allen (Leichtathlet)
Fred Allen (eigentlich Frederick Harold Allen; * 6. Dezember 1890 in San José, Kalifornien; † 15. Januar 1964 in Philadelphia) war ein US-amerikanischer Weitspringer.
Bei den Olympischen Spielen 1912 in Stockholm wurde er Sechster mit 6,94 m.
Seine persönliche Bestleistung von 7,155 m stellte er am 4. Mai 1912 in Berkeley auf.